# امپراتوری (مجموعه تلویزیونی)
 امپراتوری (به انگلیسی: Empire) یک مجموعهٔ تلویزیونی درام، سریال تولید شده توسط لی دنیلزودنی استرانگ که از شبکه شبکه رسانه‌ای فاکس در تاریخ ۷ ژانویه۲۰۱۵ پخش شد.فصل اول این مجموعه شامل قسمت ۱۲است که آخرین قسمت آن درتاریخ ۱۸ مارس ۲۰۱۵ پخش شد.فصل دوم این سریال شامل ۱۸ در ۲۳ سپتامبر ۲۰۱۵ پخش خواهد شد.

## خلاصه داستان
داستان این سریال در مورد یک خانواده بی همتا و قدرتمند است که در عصر موسیقی ” هیپ هاپ ” زندگی میکنند و ...